# De facto
De facto is Latijn voor "in feite" of "in de praktijk". De term staat in contrast met de jure, dat "volgens het recht"  of "formeel" betekent. Beide termen worden vaak samen gebruikt als de feitelijke situatie niet (geheel) overeenkomt met de juridische werkelijkheid. Vaak is dit het geval in de geopolitiek, met name waar er internationaal onenigheid is over de al dan niet zelfstandige status van een staat.

## Voorbeelden

### Geopolitiek
Als een staat internationaal als zelfstandig wordt erkend is het de jure een zelfstandige staat. Is deze echter in feite politiek geheel afhankelijk van een grotere staat, zoals een vazalstaat, dan is het de facto geen zelfstandige staat.
- Sommige deelgebieden van soevereine staten, zoals Zuid-Ossetië en Abchazië behorend bij Georgië, hebben zich ontwikkeld tot de facto staten door het uitroepen van de onafhankelijkheid en het onttrekken aan het centrale gezag. Maar ze worden de jure niet als zodanig door de internationale gemeenschap erkend. De Krimrepubliek is de facto door Rusland geannexeerd, maar is de jure noch door moederland Oekraïne noch door de internationale gemeenschap erkend.[2]

- De bezette Westelijke Jordaanoever is formeel bezet gebied, maar de bezetting werd in maart 2021 door meer dan 400 Europarlementariërs een de facto annexatie genoemd vanwege de versnelde uitbreiding van de nederzettingen en de sloop van Palestijnse bouwwerken.[3]